# Dorothee Poelchau
Dorothee Poelchau Ziegele, née le 6 juin 1902 à Steinkirchen et morte le 3 novembre 1977, probablement à Berlin, est une bibliothécaire allemande et résistante contre le nazisme. De 1933 à 1945 elle intervient activement dans l'aide aux personnes cachées et aux prisonniers politiques ou juifs. Elle fournit la nourriture, transmet les messages et entretient les contacts avec les réseaux de résistance. Elle est honorée du titre de Juste parmi les nations.

## Biographie
Dorothee Ziegele est la deuxième fille du pasteur Paul Eugen Ziegele et de son épouse Berta de Steinkirchen. À la fin de ses études scolaires, elle commence à étudier l'allemand à Leipzig au semestre d'hiver 1921-1922. Parallèlement à ses études, elle suit une formation à l'école de bibliothéconomie de Leipzig, qu'elle termine en 1923 et acquiert ainsi les qualifications nécessaires pour travailler dans le service des bibliothèques intermédiaires. Elle obtient un emploi à la bibliothèque de l'Université de Tübingen en 1923.
La même année, elle rencontre Harald Poelchau, qui est alors secrétaire de l'organisation de jeunesse Bund der Köngener (de) de Tübingen. Ils se marient le 12 avril 1928 à Herrenberg. Leur fils Harald Stephan naît en 1938.
En 1926, elle quitte Tübingen pour Berlin, où elle occupe un poste à la bibliothèque de l'Office statistique du Reich (de).
Harald Poelchau accepte un poste d'aumônier de prison à Berlin le 12 avril 1933 qui le met en contact avec des prisonniers venant de la résistance allemande et étrangère, comme le réseau Orchestre rouge ou le Cercle de Kreisau, ainsi que de juifs menacés de déportation. Dorothée Poelchau participe activement à l'assistance qu'il apporte aux détenus.
Elle vient en aide à des juifs cachés et des proches de prisonniers politiques auxquels elle fournit de la nourriture. Elle organise également avec son mari l'hébergement de personnes juives dans la ville afin de les sauver des camps de concentration, dont certains sont accueillis dans leur logement. Elle établit des contacts avec les personnes susceptibles d'héberger des clandestins et prépare des repas que son mari apporte aux détenus. Elle transmet clandestinement les messages des prisonniers et assure les contacts avec les réseaux de résistance,.
Vers la fin de la Seconde Guerre mondiale, elle quitte Berlin avec son fils Harald Stephan, mais y revient à l'été 1945.
Dorothee Poelchau décède d'une leucémie le 3 novembre 1977. Elle est enterrée à Berlin au cimetière de Zehlendorf.

## Distinctions
- Dorothée et Harald Poelchau sont reconnus Justes parmi les Nations par le Mémorial de Yad Vashem le 30 novembre 1971[5].
- Par résolution du Sénat de Berlin du 6 octobre 1987, la sépulture de Harald et Dorothee Poelchau au cimetière de Zehlendorf devient tombe d'honneur de Berlin.
- Le 18 septembre 2017, une stèle commémorative pour Harald et Dorothee Poelchau est apposée à l'angle de la Poelchaustraße et de la Märkische Allee à Berlin-Marzahn[2].
- Une rue de Berlin est renommées Poelchaustrasse en hommage aux époux Poelchau et une gare de S-Bahn en prend aussi le nom[6].
- Une école de Berlin porte le nom de Poelchau.
- Le bâtiment du centre de district situé au Halemweg 18 à Berlin-Charlottenbourg est renommé « Centre de district Dorothee et Harald Poelchau »[7].